# Серена Ґранді
Серена Гранді (італ. Serena Grandi; наст. ім'я Серена Фаджоли; рід. 23 березня 1958, Болонья, Італія) — італійська кіноакторка, секс-символ 1980-1990-х років.

## Біографія
Акторську кар'єру почала в 1980 році з участі в комедії «La Compagna di viaggio» режисера Фердінандо Бальді. У своїх перших фільмах вказується під псевдонімом Ванесса Штайгер (далі знімалася під псевдонімом Серена Гранді, тобто Серена Велична). Перша серйозна роль припала на той самий 1980 рік, коли Серена зіграла роль Меггі у фільмі жахів «Антропофаг» режисера Джо Д'Амато.
Всесвітню популярність Серені принесло участь в еротичних фільмах головним чином італійського режисера Тінто Брасса, перший з яких називався «Міранда». Зйомки в цьому фільмі зробили її не лише кумиром усієї Італії, але і секс-символом епохи. Серена Гранді стала відомою по відвертих сцен в кіно і фотографіях в журналах.
Пік творчої активності припав на 1980-ті роки, в які Серена знялася майже в 20 фільмах, включаючи еротичні мелодрами і комедії.
У 1990-ті роки Серена Гранді продовжує зніматися, а також бере участь у різних телевізійних шоу. У 2003 році була арештована за підозрою у вживанні та зберіганні наркотичних засобів. У 2004 році брала участь в реаліті-шоу «У ресторані» на італійському телеканалі «Raiuno». 26 березня 2006 року дебютувала у Римі як письменниця з романом «L amante del federale».
Була одружена Беппо Ерколем. Є син Едуардо.

## Фільмографія
- 1980 — Антропофаг / Antropophagus
- 1980 — La cicala
- 1980 — La compagna di viaggio
- 1980 — Tranquille donna di compagna
- 1981 — Pierino colpisce ancora
- 1981 — Pierino la Peste alla riscossa
- 1981 — Teste di quoio
- 1982 — Карлик / Malamore
- 1982 — Sturmtruppen 2 — Tutti al fronte
- 1983 — Acapulco, prima spiaggia... a sinistra
- 1985 — Міранда / Miranda
- 1986 — Desiderando Giulia
- 1986 — Grandi magazzini
- 1986 — L iniziazione
- 1986 — La signora della notte
- 1986 — Delitto passionale
- 1987 — Le foto di Gioia
- 1987 — Rimini Rimini
- 1987 — Roba da ricchi
- 1987 — Teresa
- 1989 — l'insegnante di violoncello
- 1990 — In nome del popolo sovrano
- 1992 — Centro storico
- 1992 — Saint Tropez — Saint Tropez
- 1993 — Graffiante desiderio
- 1995 — La strana storia di Olga O.
- 1997 — Gli inaffidabili
- 1998 — Ladri si nasce
- 1998 — Monella
- 1998 — Radio Freccia
- 2008 — Il papà di Giovanna
- 2013 — La Grande bellezza